# Le Popoli
Pour l’article homonyme, voir Popoli.
Le Popoli est un journal satirique camerounais créé en 2003, quasiment entièrement rédigé sous forme de bande dessinée.

## Histoire
Paul Louis Nyemb Ntoogue, connu sous le nom de Nyemb Popoli, caricaturiste, travaille en premier lieu au Messager, où il obtient l'édition d'un cahier spécial hebdomadaire intitulé Le Messager Popoli, en collaboration avec le journaliste Alain Christian Eyoum Ngangué. Rapidement populaire et tiré à 10 000 exemplaires, le journal, longtemps hebdomadaire avant d'être bihebdomadaire, fait régulièrement l'objet de la censure d'État, si bien qu'Eyoum Ngangué est incarcéré deux mois en 1997,.
Face aux pressions du pouvoir, Le Messager se sépare du supplément et Nyemb Popoli part fonder en 2003 Le Popoli avec pour devise : « Rira bien qui lira le premier »,. Africultures dit en 2011 du Popoli : « Aujourd’hui, le journal a pris un ton plus rédactionnel, les planches sont moins importantes. Le ton est également moins politique et plus social. Les sujets sont plus orientés vers des faits divers de société. »
Nyemb Popoli est à plusieurs reprises menacé par le pouvoir, emprisonné et même violenté par les forces de l'ordre,.
Le journal a un tirage de 8 000 exemplaires en 2013, soit autant que Le Messager et davantage que La Nouvelle Expression — les deux autres grands titres camerounais.
Le Popoli, comme d'autres journaux camerounais, recourt à diverses reprises à des caricatures homophobes,, — l'homosexualité est un crime au Cameroun.